# HC Metalurg Skopje
RK Metalurg Skopje ist eine nordmazedonische Handballmannschaft, die im Jahr 1971 unter dem Namen Skopje Zhelezarnica gegründet wurde. Die Mannschaft wurde sechsmal nordmazedonischer Meister. Ab Mitte der 2010er Jahre geriet der Verein in finanzielle Schwierigkeiten, viele Topspieler verließen den Verein und der Stadtrivale RK Vardar Skopje stieg zum Spitzenklub in Nordmazedonien auf. In der Saison 2021/22 stieg Metalurg in die 2. nordmazedonische Liga ab.

## Bekannte ehemalige Spieler
- Zlatko Horvat
- Darko Stanić
- Marko Curuvija
- Stevče Aluševski
- Luka Cindrić
- Petar Angelov
- Borko Ristovski
- Renato Vugrinec
- Pawel Atman
- Naumče Mojsovski
- Žarko Marković
- Vuko Borozan
- Rade Mijatović
- Filip Mirkulovski
- Miladin Kozlina
- Filip Lazarov
- Goce Georgievski
- Aleksandar Jović
- Zlatko Mojsoski
- Vančo Dimovski
- Zlatko Dimitrovski
- Goce Makaloski
- Dejan Pecakovski
- Oleg Maltsev
- Janko Božović
- Ace Jonovski
- Milan Levov
- Bostjan Kavas
- David Korazija
- Nikola Kedzo
- Velko Markoski
- Dejan Manaskov
- Vladan Lipovina
- Igor Mandić
- Nikola Markoski
- Mitko Stoilov
- Stojanče Stoilov
- Radoslav Stojanović (Rade Stojanovic)
- Kiril Kolev
- Damir Efendic
- Mladen Rakcevic
- Tihomir Doder
- Darko Đukic
- Mijajlo Marsenić
- Milos Zivojinovic
- Milan Corovic
- Ivan Smigic
- Boban Zivkovic
- Damjan Blecic
- Filip Scepanovic
- Janja Vojvodic